# 洗門風
洗門風（せいもんふう）はかつて台湾の農村社会に存在した制裁手段、主に婚姻の破談或いは名誉毀損に対する制裁として用いられた。洗門風を行う際には、悪事を犯した者が自らその過ちを認め、公の場所で謝罪を行うために金品の贈答、被害者への饗応、被害者宅の門の横梁を洗い清めることで相手側の許しを請うというものであった。
その由来は中国閩南より移民してきた漢族によりもたらされたと考えられ、一般に女子の貞操と関連性が認められる。当初は婚姻の際に新婦が処女でないことが判明した場合、新郎側がその贖罪を求めるために始まった洗門風であるが、後世になると姦通した場合にも適用された。

## 参考資料
- 通姦罰跪示衆、源自「洗門風」習俗
- 伝統重貞操「洗門風」道徳制裁
- 「洗門風」捍名誉 古時約束女人貞操